# عبدالکریم بردکچی
عبدالکریم بردکچی (انگلیسی: Abdülkerim Bardakcı؛ زادهٔ ۷ سپتامبر ۱۹۹۴) بازیکن فوتبال اهل ترکیه است.
از باشگاه‌هایی که در آن بازی کرده‌است می‌توان به باشگاه فوتبال قونیه‌اسپور و باشگاه ورزشی آدانا دمیرسپور اشاره کرد.
وی همچنین در تیم‌های ملی فوتبال جوانان، زیر ۲۰ سال، و زیر ۲۱ سال ترکیه بازی کرده‌است.